# Goundi (Tchad)
Pour les articles homonymes, voir Goundi.
Goundi est une ville tchadienne située dans le Mandoul Oriental, l'un des trois départements de la région du Mandoul.